# Magersari (Sidoarjo)
Magersari is een bestuurslaag in het regentschap Sidoarjo van de provincie Oost-Java, Indonesië. Magersari telt 15.622 inwoners (volkstelling 2010).